# Лабиринт Иллюзий
«Лабиринт Иллюзий» — девятый полноформатный альбом казахстанской группы Holy Dragons.

## История создания
Лабиринт Иллюзий задумывался как продолжение предыдущего альбома — Восход Чёрной Луны. В записи этого альбома группа принимала участие в полностью укомплектованном составе — с новыми басистом и барабанщиком.
Впервые в истории группы в альбом входят песни, написанные вокалистом группы Олегом «Хольгером» Комаровым («Синяя роза», «Паруса мечты», «Точка опоры», «Забвение»). Для записи «клавишных» партий был применен гитарный синтезатор фирмы Roland Corporation.
Диск был издан на CD российскими лейблами Metalism Records и Sound Age Records, с 20-ти страничным буклетом.

## Список композиций
- Сон разума 01:45
- Саламандры 07:18
- Синяя роза 04:04
- Цепи 04:28
- Адский гон 05:00
- Паруса мечты 05:00
- Крылья нового дня 04:24
- Точка опоры 04:46
- Тень орла 05:30
- Лабиринт Иллюзий 07:19
- Забвение 06:46

## Стилистика альбома
Стилистически, «Лабиринт Иллюзий» является продолжением предыдущего альбома, «Восход Чёрной Луны», но является по сути более эклектичным — песни, написанные вокалистом группы, отличаются от привычного материала как по тематике текстов, так и по музыкальной и стилистической составляющей.

## Тематика
По материалам журнала «In Rock»:
Диск по смыслу и стилю тесно связан с предыдущим («Восход чёрной Луны»), однако, как отмечает гитарист и автор музыки Юрген, «материал потребовал несколько иного звучания, другой стилистики». Музыкант и идеолог разъясняет, что «все образы на обложке являются иллюзорными стенами лабиринта, в котором блуждает Человечество». Это и спорный вымысел, и современным фольклор.

## Состав группы
- Олег «Хольгер» Комаров — вокал
- Юрген Сандерсон — гитара
- Крис «Торхейм» Кейн — гитара
- Андрей Евсеенко — бас-гитара
- Антон Репало — ударные

Во фрагменте соло-партии песни «Адский гон» спародирован ключевой момент соло из песни Highway Star группы Deep Purple.

## Примечание
1. 1 2  По материалам официального сайта группы (http://truemetal.org/holydragons Архивная копия от 9 октября 2012 на Wayback Machine)